# Поподне једног пауна
„Поподне једног пауна” је југословенски кратки филм из 1966. године. Режирао га је Војислав Ракоњац Кокан а сценарио је написао Душан Савковић.

## Улоге
| Глумац            | Улога |
| ----------------- | ----- |
| Мирјана Блашковић |       |
| Бранко Петковић   |       |